# Traugott von Sauberzweig

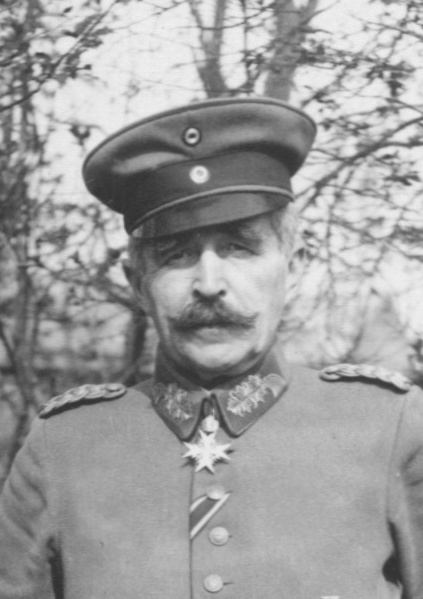
Traugott von Sauberzweig im April 1918

Traugott Martin Sauberzweig, seit 1913 von Sauberzweig, (* 28. Oktober 1863 in Greiffenberg; † 14. April 1920 in Kassel) war ein preußischer Generalleutnant im Ersten Weltkrieg.

## Leben
Der Sohn des Predigers Gustav Sauberzweig trat am 4. Oktober 1881 als Fahnenjunker in das Grenadier-Regiment „Prinz Carl von Preußen“ (2. Brandenburgisches) Nr. 12 der Preußischen Armee in Frankfurt (Oder) ein. Hier wurde er am 13. Mai 1882 zum Fähnrich ernannt und am 13. Februar 1883 zum Sekondeleutnant befördert. Ab dem 1. Oktober 1888 war er für drei Jahre Adjutant des Landwehr-Bezirks Sorau. Nachdem er am 16. Juni 1891 zum Premierleutnant befördert worden war, absolvierte Sauberzweig ab 1. Oktober 1891 für drei Jahre die Kriegsakademie. Danach wurde er am 24. Juli 1894 in das 2. Hanseatische Infanterie-Regiment nach Hamburg versetzt und ab 1. April 1895 für ein Jahr zur Dienstleistung zum Großen Generalstab kommandiert. Mit seiner Beförderung zum Hauptmann am 19. März 1896 wurde er dem Großen Generalstab aggregiert und schließlich am 18. Juli 1896 einrangiert. Ende Oktober 1896 trat Sauberzweig die Stelle als Zweiter Generalstabsoffizier im Generalstab des XI. Armee-Korps in Kassel an. Vom 25. März 1899 bis 17. Oktober 1900 trat er in den Truppendienst zurück und fungierte als Chef der 8. Kompanie im Infanterie-Regiment „Graf Schwerin“ (3. Pommersches) Nr. 14 in Graudenz. Im Anschluss daran war Sauberzweig als Erster Generalstabsoffizier im Generalstab der 4. Division in Bromberg tätig. Am 12. September 1902 folgte seine Beförderung zum Major und zum 1. Oktober kam er als Militärlehrer an die Kriegsakademie. Nach vierjähriger Lehrtätigkeit wurde Sauberzweig nach Straßburg versetzt und als Erster Generalstabsoffizier des XV. Armee-Korps verwendet. Am 19. November 1908 kam Sauberzweig dann nach Wittenberg in das Infanterie-Regiment „Graf Tauentzien von Wittenberg“ (3. Brandenburgisches) Nr. 20. Zunächst fungierte er als Kommandeur des II. Bataillons, wurde in dieser Stellung am 22. Mai 1909 zum Oberstleutnant befördert und am 22. März 1910 zum Regimentsstab versetzt. Am 21. April 1911 folgte seine Ernennung zum Chef des Generalstabes des III. Armee-Korps sowie seine Beförderung zum Oberst am 22. April 1912. Als solcher war Sauberzweig ab 4. April 1913 Kommandeur des Grenadier-Regiments „Prinz Carl von Preußen“ (2. Brandenburgisches) Nr. 12, in dem er 1881 seine Militärkarriere begonnen hatte.
Anlässlich des 25-jährigen Regierungsjubiläums von Kaiser Wilhelm II. wurde Sauberzweig am 16. Juni 1913 für seine langjährigen Verdienste in den erblichen preußischen Adelsstand erhoben.

### Erster Weltkrieg

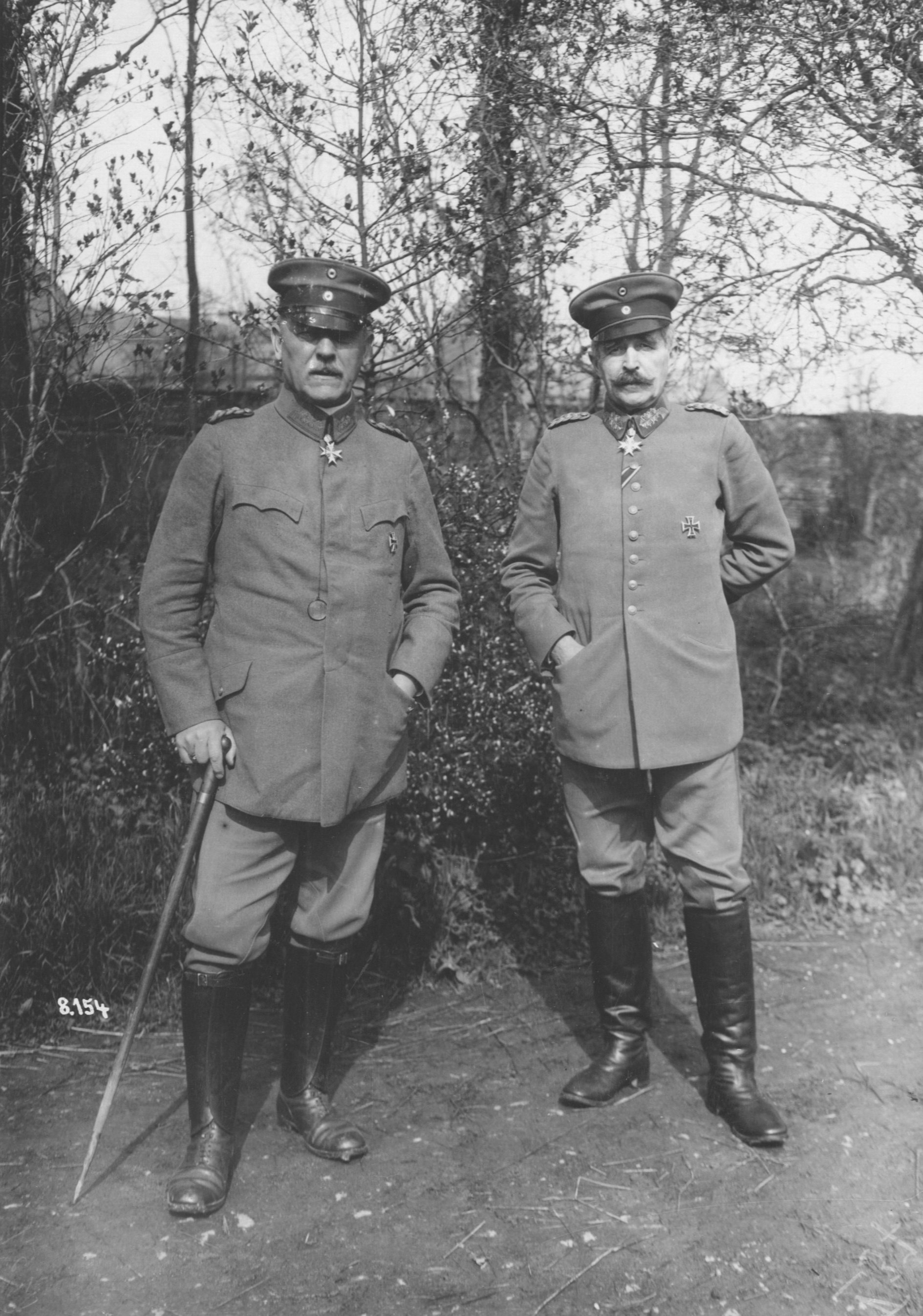
Traugott von Sauberzweig (rechts) als Stabschef der 18. Armee mit General von Hutier im April 1918

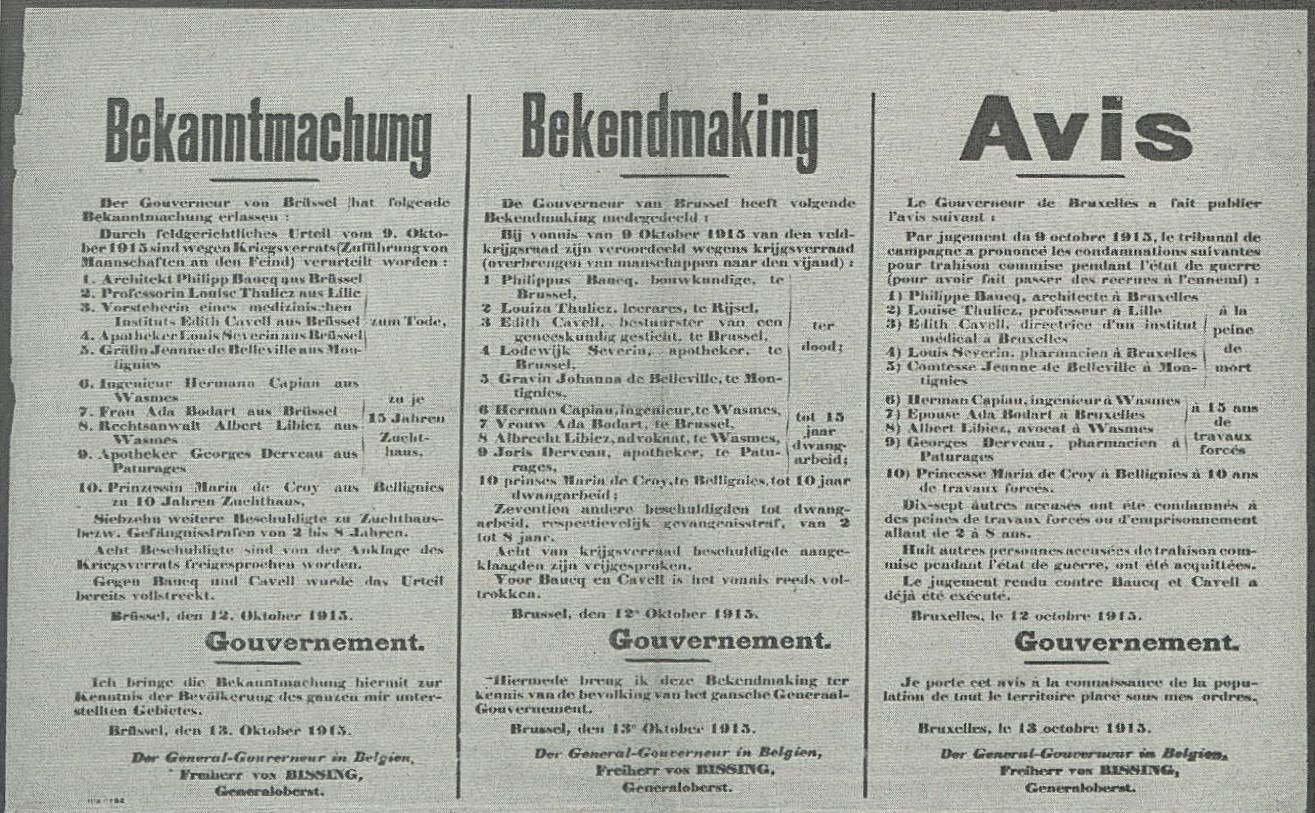
Bekanntmachung des Gouverneurs (1915)

Am 1. Februar 1914 ernannte man ihn mit dem Rang und der Gebührnis eines Brigadekommandeurs zum Chef des Generalstabs des XI. Armee-Korps. Diese Stellung hatte Sauberzweig auch über den Ausbruch des Ersten Weltkriegs hinaus inne. Mit seinem Großverband war er zunächst am Einmarsch in das neutrale Belgien und dort an der Belagerung von Namur beteiligt. Nach der Eroberung der Stadt und Festung wurde das Korps an die Ostfront verlegt und griff dort in die laufende Schlacht an den Masurischen Seen ein. Unmittelbar danach wurde Sauberzweig am 18. September 1914 zum Oberquartiermeister der neugebildeten 9. Armee unter Generaloberst Paul von Hindenburg ernannt. Diese Stellung bekleidete er auch unter dem neuen Oberbefehlshaber General der Kavallerie August von Mackensen. In der Folgezeit nahm Sauberzweig an den Schlachten bei Lodz und an der Rawka-Bzura teil und wurde am 24. Dezember 1914 zum Generalmajor befördert. Der Beginn des Jahres 1915 war geprägt vom zwischenzeitlichen Stellungskrieg, bis Sauberzweig am 24. Juli 1915 als Chef des Generalstabes zum III. Reserve-Korps kommandiert wurde. In gleicher Funktion trat er zur Belagerungsarmee von Nowogeorgiewsk über und war hier maßgeblich an den Planungen beteiligt, die zum Fall der strategisch wichtigen russischen Festung führten. Bei der Eroberung fielen den deutschen Truppen über 80.000 russische Soldaten sowie große Mengen an Kriegsmaterial in die Hände. Sauberzweig wurde dafür mit dem Roten Adlerorden II. Klasse mit Eichenlaub und Schwertern ausgezeichnet.
Im Anschluss an diese Operation war Sauberzweig einige Tage in Vertretung mit der Führung des Korps beauftragt, das den Befehl erhalten hatte, die Festung Grodno einzuschließen. Er wurde dann im September 1915 von der Ostfront abberufen, nach Brüssel versetzt und zum dortigen Militärgouverneur ernannt. In dieser Stellung war er u. a. an der Hinrichtung von Edith Cavell beteiligt und erlangte in diesem Zusammenhang internationale Bekanntheit. Aufgrund des Falls Cavell wurde Sauberzweig abgelöst. Zu jenen, die unter seinem nun folgenden Zorn zu leiden hatten, befand sich auch Herbert Hoover mit seiner Kommission für das Belgische Hilfswerk, da Sauberzweig nahe dran war, die Hilfeleistung dieser Organisation zu untersagen.
Nach seiner Ablösung im Juni 1916 wurde Sauberzweig in das Große Hauptquartier berufen und hier zunächst mit der Vertretung des Generalquartiermeisters Hugo von Freytag-Loringhoven beauftragt. Am 16. November 1916 folgte seine Ernennung zum Chef des Generalstabes der 8. Armee an der Ostfront. Hauptsächlich lagen die unterstellten Truppen in Stellungskämpfen an der Rigaer Front und kamen im Januar/Februar 1917 während der beiden Abwehrschlachten an der Aa zum Einsatz. Im Spätsommer 1917 führten die durch Sauberzweig geplanten Operationen zur Einnahme von Riga. Daraufhin schlug ihn sein Kommandierender General Oskar von Hutier zur Verleihung des Ordens Pour le Mérite vor. Durch A.K.O. vom 6. September 1917 verlieh Wilhelm II. Sauberzweig diese höchste preußische Tapferkeitsauszeichnung. Drei Tage später wurde er dann als Chef des Generalstabes zur 10. Armee versetzt.
In dieser Stellung war Sauberzweig jedoch nur drei Monate tätig, da ihn sein ehemaliger Kommandierender General Oskar von Hutier angefordert hatte. Hutier war zwischenzeitlich Oberbefehlshaber der neugebildeten 18. Armee an der Westfront. Sauberzweig übernahm auch hier den Posten als Chef des Generalstabes. Während der am 21. März 1918 beginnenden Deutschen Frühjahresoffensive wirkte der Großverband erfolgreich in der Durchbruchsschlacht bei St. Quentin-La Fère und drang durch das Sommegebiet bis in die Linie Roye-Montdidier vor. Dafür wurde Sauberzweig am 23. März 1918 das Eichenlaub zum Pour le Mérite verliehen. Nachdem die deutsche Offensive sich festgelaufen hatte und abgebrochen werden musste, gingen die unterstellten Truppen wieder in den Stellungskrieg über. Erst vom 9. bis 13. Juni 1918 ging die Armee in der Schlacht bei Noyon wieder in die Offensive. Nach anfänglichen Erfolgen musste aber auch hier weitere Angriffsbemühungen abnutzungsbedingt eingestellt werden. Dennoch wurde Sauberzweig mit dem Stern zum Kronenorden II. Klasse mit Schwertern ausgezeichnet und am 15. Juli 1918 zum Generalleutnant befördert.
Aufgrund eines Herzleidens musste Sauberzweig Ende des Monats einen längeren Erholungsurlaub antreten und wurde daher am 7. August 1918 zu den Offizieren von der Armee überführt. Nach seiner Genesung war er am 4. November 1918 wieder dienstfähig und fungierte über das Kriegsende hinaus bis zum 27. Dezember 1918 als Chef des Generalstabes der Heeresgruppe „Gallwitz“. Nach der Demobilisierung des Oberkommandos war Sauberzweig anschließend Kommandeur der 38. Division, bis er schließlich am 5. Juli 1919 zur Disposition gestellt wurde.